# Dubautia syndetica
Dubautia syndetica là một loài thực vật có hoa trong họ Cúc. Loài này được G.D.Carr & Lorence mô tả khoa học đầu tiên năm 1998.